# Tour de l'Avenir

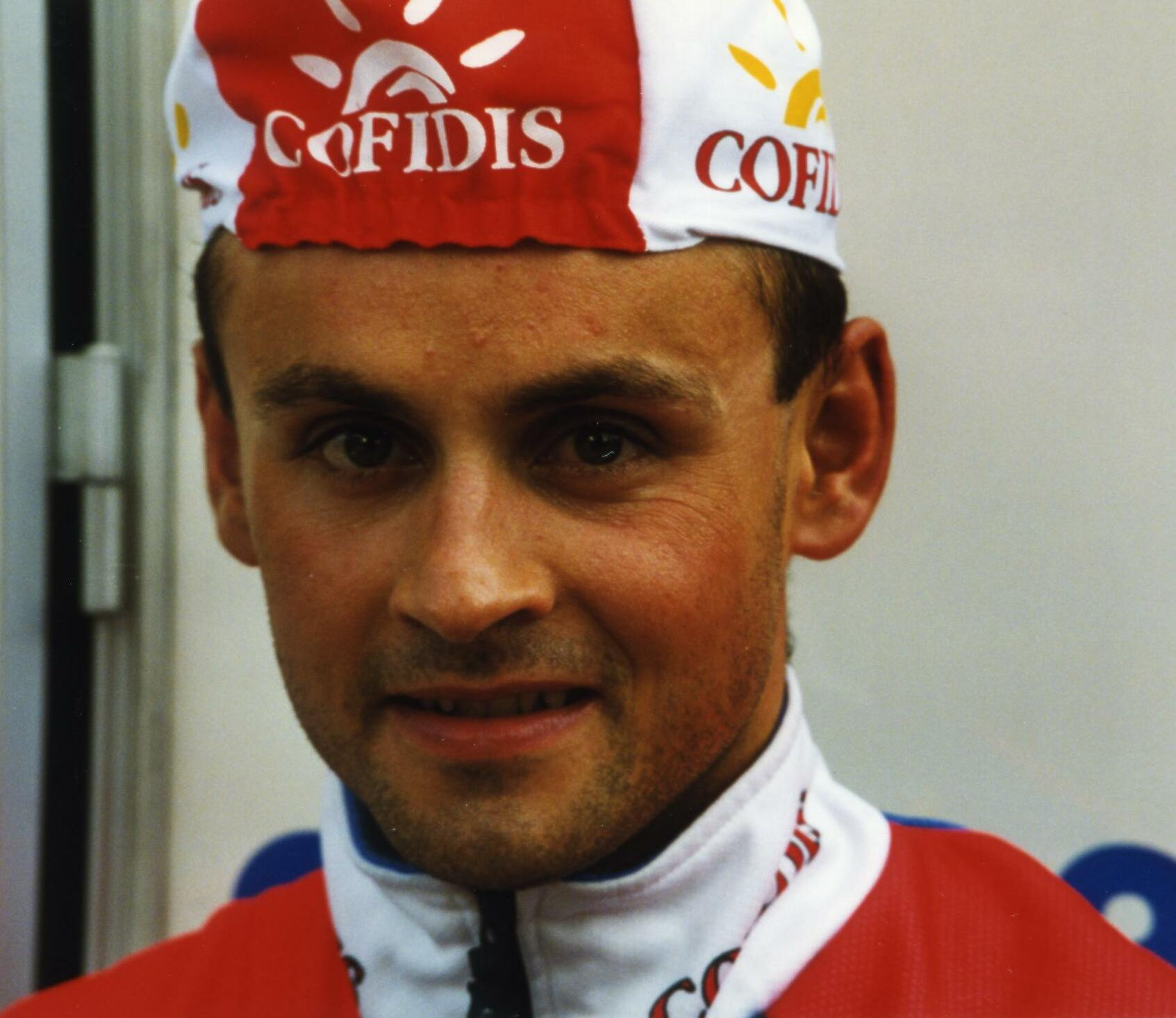
Vítěz z roku 1998, Christophe Rinero z Francie.

Tour de l'Avenir (Závod budoucnosti) je etapový závod v silniční cyklistice, který je určen pro jezdce do 23 let. Koná se ve Francii každoročně v září.
Závod založil v roce 1961 Jacques Marchand ze sportovního časopisu l'Equipe jako méně náročnou variantu Tour de France určenou pro cyklisty bez profesionální licence. Stal se nejvýznamnějším amatérským závodem mimo sovětský blok. V roce 1981 byl otevřen i profesionálům. Od roku 1992 byla účast na Tour de l'Avenir omezena jen na juniory. Rok 2007 přinesl další změnu: závodníci nestartují za profistáje, ale za národní reprezentace.
Nejúspěšnějším účastníkem v historii závodu je Sergej Suchoručenkov, který vyhrál v roce 1978 a 1979 a byl druhý v roce 1980 a 1981. Mezi držiteli žlutého trikotu z Tour de l'Avenir jsou např. Greg LeMond, Miguel Indurain nebo Děnis Meňšov. Úřadujícím vítězem z roku 2016 je David Gaudu z Francie. Nejúspěšnějším družstvem jsou domácí Francouzi se 16 prvenstvími. Nejlepší české umístění zaznamenali druhým místem Miloš Hrazdíra v roce 1976 a Jiří Škoda v roce 1984.

## Seznam vítězů
| - 1961 Guido De Rosso - 1962 Antonio Gomez del Moral - 1963 André Zimmermann - 1964 Felice Gimondi - 1965 Mariano Díaz - 1966 Mino Denti - 1967 Christian Robini - 1968 Jean-Pierre Boulard - 1969 Joop Zoetemelk - 1970 Marcel Duchemin - 1971 Régis Ovion - 1972 Fedor den Hertog - 1973 Gianbattista Baronchelli - 1974 Enrique Martinez Heredia - 1975 Nejelo se - 1976 Sven-Åke Nilsson - 1977 Eddy Schepers - 1978 Sergej Suchoručenkov - 1979 Sergej Suchoručenkov - 1980 Alfonso Florez - 1981 Pascal Simon - 1982 Greg LeMond - 1983 Olaf Ludwig - 1984 Charly Mottet - 1985 Martín Ramírez | - 1986 Miguel Indurain - 1987 Marc Madiot - 1988 Laurent Fignon - 1989 Pascal Lino - 1990 Johan Bruyneel - 1991 Nejelo se - 1992 Hervé Garel - 1993 Thomas Davy - 1994 Ángel Casero - 1995 Emmanuel Magnien - 1996 David Etxebarría - 1997 Laurent Roux - 1998 Christophe Rinero - 1999 Unai Osa - 2000 Iker Flores - 2001 Děnis Meňšov - 2002 Evgeni Petrov - 2003 Egoi Martínez - 2004 Sylvain Calzati - 2005 Lars Bak - 2006 Moisés Dueñas - 2007 Bauke Mollema - 2008 Jan Bakelants - 2009 Romain Sicard - 2010 Nairo Quintana | - 2011 Esteban Chaves - 2012 Warren Barguil - 2013 Rubén Fernández - 2014 Miguel Ángel López - 2015 Marc Soler - 2016 David Gaudu - 2017 Egan Bernal - 2018 Tadej Pogačar - 2019 Tobias Foss - 2020 – Nejelo se (pandemie covidu-19) - 2021 Tobias Halland Johanessen - 2022 Cian Uijtdebroeks |